# Teiresias

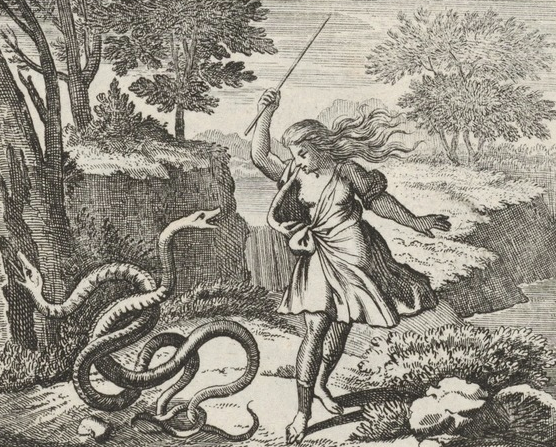
Tiresias slår två ormar med en pinne och blir därmed förvandlad av Hera till kvinna. Gravyr av Johann Ulrich Kraus, cirka 1690, från boken Die Verwandlungen des Ovidii (Ovidius metamorfoser).

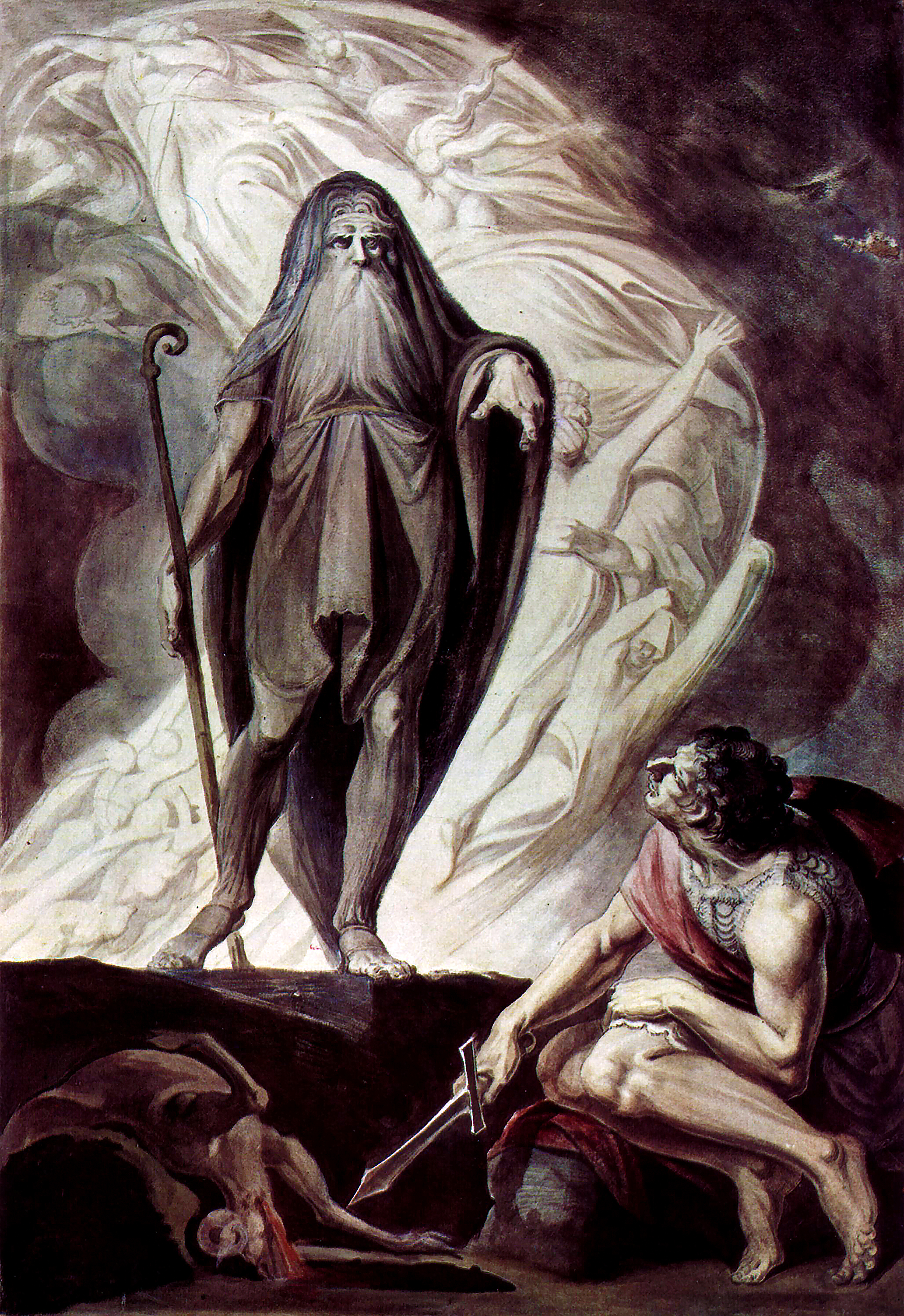
Teiresias visar sig för Odysseus i Hades.

Teiresias (också översatt Tiresias), på grekiska Τειρεσίας, var i grekisk mytologi en blind profet bosatt i Thebe, känd för sin klärvoajans och för att ha blivit förvandlad till kvinna under sju år. Han var son till herden Everes och nymfen Chariclo, och har kallats den mest kända siaren i västerlandets historia.
Teiresias omnämns bland annat i Sofokles Kung Oidipus och Homeros Odysséen, och i en rad olika grekiska antika myter. Det är även Teiresias som avslöjar Oidipusmyten, en myt som bland annat gett upphov till Sigmund Freuds oidipuskomplex.

## Bakgrund till blindheten
Det finns flera olika förklaringar i grekisk mytologi till varför Teiresias blev blind. En vanligt förekommande förklaring, som bland annat återberättas i Ovidius Metamorfoser, har att göra med en dispyt mellan guden Zeus och hans maka Hera. Vid ett tillfälle stöter Teiresias på två ormar som är i full gång med en sexualakt. Han försöker hindra de två genom att slå dem med en käpp, och träffar den kvinnliga ormen. Därför förvandlas han till en kvinna. Efter sju år som kvinna stöter han dock på samma två ormar igen, som även den här gången har sex, och den här gången slår han mannen, varpå han förvandlas tillbaka till man. På grund av detta kallas han upp till Zeus och Hera. Deras dispyt går nämligen ut på huruvida mannen eller kvinnan är den som får störst njutning av kärleksakten. Zeus hävdar att den är mest njutningsfull för kvinnan, Hera för mannen. När de rådfrågar Teiresias, med anledning av att han har erfarenhet av bägge könen, svarar han att det är kvinnan som har mest njutning av kärleksakten, ett domslut som tolkades som ursäkt för manlig otrohet. Domslutet upprör Hera till den grad att hon gör honom blind. Zeus kompenserar dock för Heras straff genom att ge honom förmågan att skåda framtiden.

## Förekomst i myterna
Teiresias förekommer i många av de antika grekiska myterna, bland annat i Kung Oidipus där hans klärvoajans spelar en central roll. En plåga drabbar Thebe, den stad där Oidipus är kung efter att företrädaren Laios mördats, och Kreon råder Oidipus att uppsöka Teiresias, för att få reda på vad som ligger bakom plågan. Enligt oraklet beror plågan på gudarnas straff för att den som mördat kungen inte har straffats, och, Teiresias, som har förmåga att tyda gudarnas bud, säger att mördaren finns i Thebe och att kungens mördare är en kung. Detta leder till att Oidipusmyten långsamt avslöjas, som är bakgrunden till Sigmund Freuds Oidipuskomplex.
Teiresias återkommer även i berättelsen om Herakles, där Teiresias avslöjar att det är Zeus som har gjort hans mor Alkmena med barn, liksom i Odysséen, där Odysseus sökte upp Teiresias i Hades dödsrike för råd om sitt öde.